# Nepenthes sibuyanensis
Nepenthes sibuyanensis  /nɪpɛnθizsɪˌbʊjənnsɪs/ es una planta jarra endémica a Isla de Sibuyán en el Filipinas, después de lo cual se nombra.

## Historia botánica
Nepenthes sibuyanensis fue descubierto durante una expedición a Filipinas a partir de septiembre de 1996. El equipo estaba integrado por Thomas Alt, Phill Mann, Trent Smith y Alfred Öhm. La especie fue descrita formalmente por Joachim Nerz en la edición de marzo de 1998 del Carnivorous Plant Newsletter.

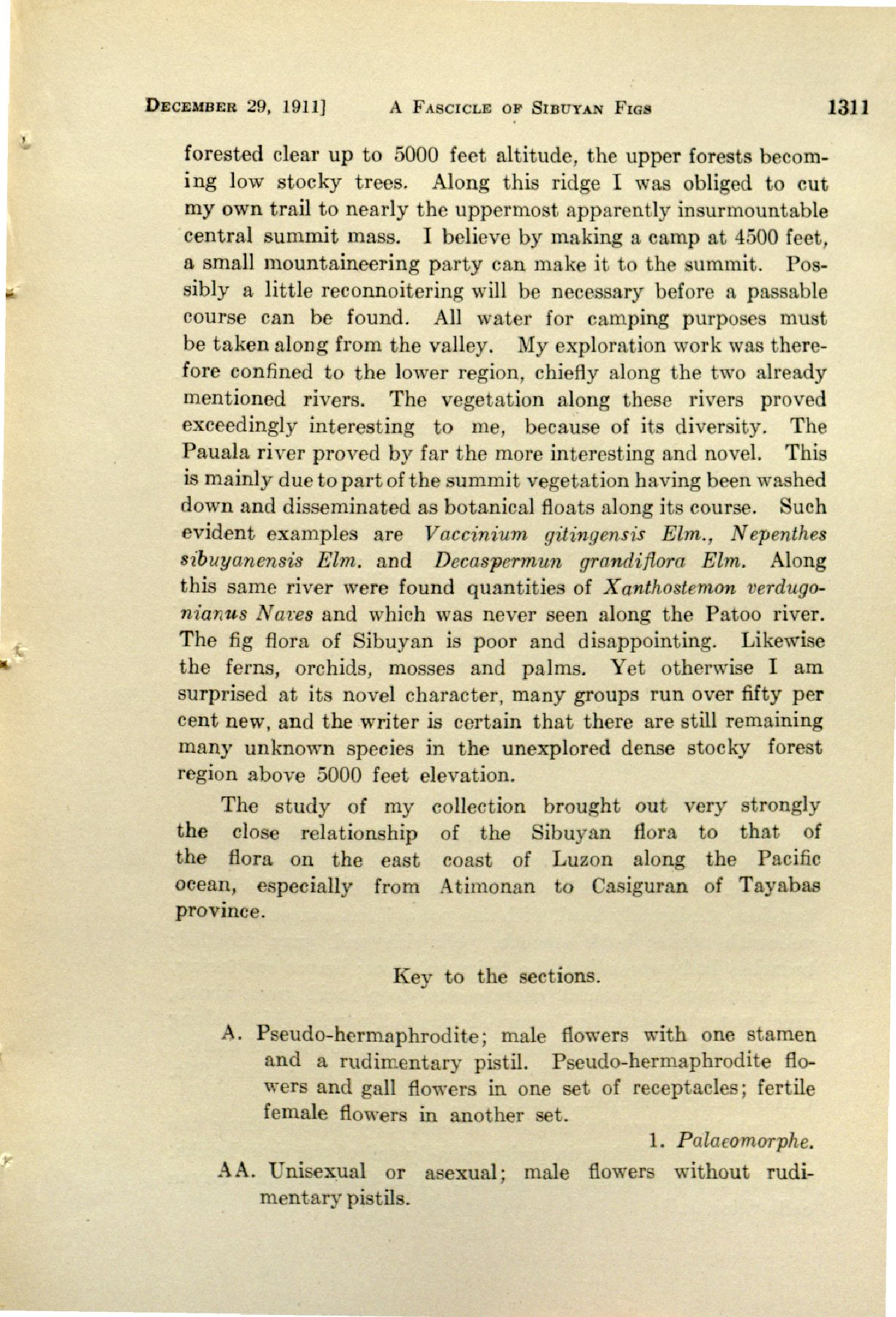
Mención de N. sibuyanensis en una edición de 1911 de Leaflets of Philippine Botany

El holotipo de N. sibuyanensis , hoja 051001, fue recolectado el 5 de octubre de 1996 por Phill Mann y Trent Smith en el monte Guiting-Guiting a una altitud de 1300 m sobre el nivel del mar. La planta estaba creciendo en una ladera abierta entre pastos altos y helechos del género Dipteris. El ejemplar incluye un cántaro típico y fue elegido como holotipo porque los cántaros de esta especie son su rasgo más característico. Mann y Smith hicieron tres colecciones más de N. sibuyanensisel mismo día y a la misma altitud. Fueron la hoja 051002, que incluye las partes vegetativas sin cántaro, la hoja 051003, que consta de frutos, y la hoja 051004, que incluye flores masculinas. Los cuatro especímenes están depositados en el Herbario Nacional de los Países Bajos en Leiden.
Inicialmente se sugirió, con base en las primeras observaciones de campo, que N. sibuyanensis no producía verdaderos cántaros superiores y que los cántaros inferiores se producían casi exclusivamente bajo una cubierta de musgo (los autores del artículo descriptivo mencionan haber encontrado solo un cántaro que crece en luz del sol). Las plantas cultivadas y los estudios de campo posteriores refutaron ambas hipótesis.
El primer uso del nombre N. sibuyanensis es muy anterior a la descripción formal de esta especie. Un cierto " Olmo Nepenthes sibuyanensis " aparece en el número del 29 de diciembre de 1911 de Leaflets of Philippine Botany, en un artículo de Adolph Daniel Edward Elmer sobre los higos de Sibuyán. Elmer escribió que este Nepenthes formaba parte de la vegetación de la cima del monte Guiting-Guiting, que fue "lavada y diseminada como flotadores botánicos" a lo largo del río Pauala, donde lo observó.

## Descripción
Nepenthes sibuyanensis es un escalador débil. El tallo puede alcanzar una longitud de 1,5 m y un diámetro de hasta 8 mm. Los internodos tienen una longitud de hasta 1,5 cm y una sección transversal cilíndrica.
Las hojas son delgadas, coriáceas y sésiles. La lámina es de forma lineal-lanceolada a ligeramente espatulada. Puede tener hasta 18 cm de largo y 5 cm de ancho. La lámina tiene un ápice agudo y se atenúa gradualmente hacia la base. Es decurrente en un par de márgenes que se extienden por más de dos tercios del entrenudo. Hay de cinco a seis venas longitudinales a cada lado de la nervadura central. Los zarcillos suelen ser de una a dos veces más largos que los lanzadores y hasta 9 mm de ancho cerca del lanzador.

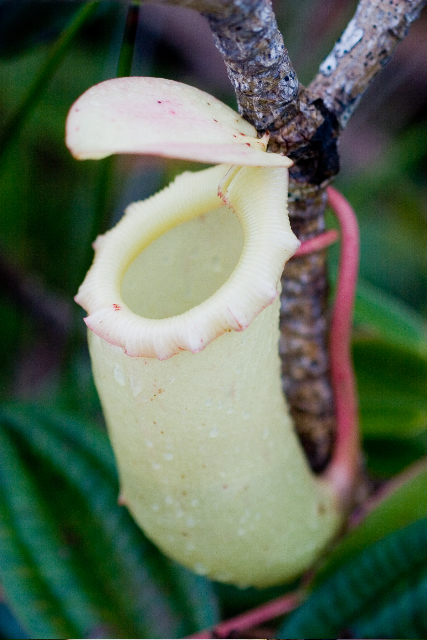

Los cántaros surgen del final del zarcillo, formando una curva muy apretada. Lanzadores más bajas son ovadas a infundibuliform en forma y pueden ser de hasta 26 cm de altura y 15 cm de ancho. Un par de nervaduras corren por la parte delantera del cántaro, a veces con elementos de flecos (≤3 mm de ancho) cerca del peristomo. La boca del lanzador es ovalada y tiene una inserción casi horizontal a ligeramente oblicua. El peristoma es cilíndrico, generalmente alargado en un cuello corto y hasta 20 mm de ancho. Lleva una serie de nervaduras (≤1 mm de altura) espaciadas 2 mm. Los dientes que recubren el margen interno del peristoma miden hasta 4 mm de largo. La parte interior del peristoma representa alrededor del 54% de la longitud total de la superficie de la sección transversal. La región glandular cubre toda la superficie interna de los cántaros; no hay zona cerosa. Las glándulas miden hasta 0,8 mm de diámetro y tienen una densidad de 200 a 500 por centímetro cuadrado. El párpado o el opérculo es ampliamente ovado-cordado y mide hasta 8 cm de largo y 6,5 cm de ancho. Tiene un ápice redondeado y carece de apéndices. Varias glándulas ovadas (≤1 mm de diámetro) se concentran cerca del centro de la superficie inferior del párpado. Se inserta un espolón filiforme (≤3 mm de largo) cerca de la base del párpado.
Los cántaros superiores rara vez se producen. Por lo general, son más pequeños y de color más claro que sus contrapartes terrestres.
Nepenthes sibuyanensis tiene una inflorescencia racemosa. En las inflorescencias masculinas, el pedúnculo alcanza una longitud de al menos 18 cm, mientras que el raquis tiene hasta 15 cm de longitud. Los pedicelos son de una sola flor, miden hasta 14 mm de largo y generalmente carecen de brácteas. Los tépalos son oblongos, obtusos y de aproximadamente 3 mm de largo. Los estambres miden alrededor de 5 mm de largo, incluidas las anteras uniseriadas. Los frutos miden hasta 22 mm de largo y tienen válvulas lanceoladas (≤4 mm de ancho). Las semillas miden hasta 8 mm de largo y son filiformes, aunque carecen de los extremos parecidos al papel típicos de la mayoría de las especies de Nepenthes.
La inflorescencia tiene un muy denso indumento de presión, estrelladas pelos. La columna estaminal está cubierta de pelos cortos. Las partes vegetativas de la planta son prácticamente glabras.
Las hojas son de color amarillento a verde oscuro con una nervadura central de color verde claro. Los márgenes del tallo y las hojas pueden tener reflejos rojizos. Los cántaros inferiores son de color amarillento a rojo, a menudo con manchas rojas dispersas (≤10 mm de diámetro) debajo del peristoma. El peristoma suele ser más oscuro que el resto de la jarra, siendo de color rojo oscuro a casi negro. La tapa es de color amarillento a naranja. Los cántaros superiores son de color más claro y generalmente blanquecinos en todas partes. Los especímenes de herbario varían en color de marrón claro a rojo.

## Ecología
Nepenthes sibuyanensis es endémica de la Isla de Sibuyán en Filipinas, donde crece en el monte Guiting-Guiting, vecino del monte Mayo, así como en la cresta que conecta estas dos montañas. La distribución altitudinal dada para esta especie varía considerablemente entre las fuentes: Vlastik Rybka, Romana Rybková y Rob Cantley dan un rango de 1200 a 1800 m sobre el nivel del mar, mientras que los autores del artículo descriptivo y Stewart McPherson dan un rango más estrecho rangos de 1500–1800 m y 1250–1500 m, respectivamente. Según Rybka, Rybková y Cantley, la especie es simpátrica con la diminuta N. argentii a alrededor de 1600-1770 m. Una especie parecida a N. alata crece en el monte Guiting-Guiting a elevaciones más bajas de 800 a 1000 m; fue descrito como N. graciliflora por Adolph Daniel Edward Elmer. Nepenthes armin también se encuentra en el monte Guiting-Guiting y en una cresta que conduce al monte Mayo, sin embargo, se encuentra en elevaciones más bajas y dentro de un área más restringida (750 m). Otras especies de plantas endémicas de la montaña incluyen Lobelia proctorii y Rhododendron rousei. Nepenthes sibuyanensis no tiene híbridos naturales conocidos, aunque puede hibridar con N. argentii.
Nepenthes sibuyanensis ocurre relativamente escasamente en laderas abiertas dominadas por pastos altos, pequeños arbustos y el helecho Dipteris conjugata. Las jarras generalmente se desarrollan incrustadas en el sustrato y rara vez se exponen a la luz solar directa. Nepenthes sibuyanensis exhibe una morfología de semillas modificada debido a su hábitat aislado y expuesto. La ausencia de alas de semillas en esta especie evita que los fuertes vientos las alejen de los hábitats adecuados y permite la dispersión por el agua (particularmente la lluvia y los pequeños arroyos).
Debido a su distribución localizada, el estado de conservación de N. sibuyanensis figura como Vulnerable en la Lista Roja de Especies Amenazadas de la UICN de 2006. Las operaciones de tala y minería amenazan cada vez más a Mount Guiting-Guiting y su parque nacional.

## Especies relacionadas
|                                                                       |  |
| Una jarra inferior de N. burkei (izquierda) y N. ventricosa (derecha) |  |

Nepenthes sibuyanensis pertenece al grupo insignia Benedictus Hubertus Danser, que también incluye las especies de Filipinas estrechamente relacionado N. burkei, N. merrilliana, y N. ventricosa, así como N. insignis de Nueva Guinea. Parece ser intermedio entre N. merrilliana y N. ventricosa en términos de morfología y distribución geográfica. Además, el recién descrito Nepenthes barcelonae de Luzónha sido clasificado por los autores como miembro de este grupo.
La especie se puede distinguir tanto de N. burkei como de N. ventricosa por su forma de jarra; las trampas de N. sibuyanensis son ovadas a levemente infundibuladas, mientras que las de esta última especie son ventricosas en la parte inferior y estrechas en el medio. Además, los cántaros de N. burkei y N. ventricosa son más pequeños, rara vez superan los 20 cm de altura.
Nepenthes moreliana produce las jarras más grandes del grupo Insignes y, a diferencia de N. sibuyanensis , tiene pedicelos de dos flores. Además, sus cántaros tienen un par de alas con flecos bien desarrolladas.
También se ha comparado Nepenthes sibuyanensis con N. insignis . El primero produce pedicelos de una flor, mientras que los de N. insignis son de dos flores. La boca del lanzador de N. sibuyanensis es casi horizontal, en comparación con oblicua en este último. Además, el peristoma de N. sibuyanensis forma un cuello corto, mientras que N. insignis carece completamente de cuello. Además, N. insignis tiene dientes peristomas más cortos que N. sibuyanensis (1 mm frente a 5 mm). Los cántaros de N. sibuyanensis también difieren en forma, siendo ovados o ligeramente infundibulados.

## Otras lecturas
- Co, L; Suarez, W. (2012). Nepenthaceae. Co's Digital Flora of the Philippines.
- McPherson, S. R; Amoroso, V. B (2011). Field Guide to the Pitcher Plants of the Philippines. Redfern Natural History Productions, Poole.
- McPherson, S; T, Gronemeyer (2008). Die Nepenthesarten der Philippinen Eine Fotodokumentation (en alemán). Das Taublatt. p. 34-78.
- Meimberg, H (2002). Molekular-systematische Untersuchungen an den Familien Nepenthaceae und Ancistrocladaceae sowie verwandter Taxa aus der Unterklasse Caryophyllidae s. l. (PDF) (en alemán). Ph.D. thesis, Ludwig Maximilian University of Munich, Munich.
- Meimberg, H; Heubl, G (2006). Introduction of a nuclear marker for phylogenetic analysis of Nepenthaceae. Plant Biology. p. 831-840. doi:10.1055/s-2006-924676.
- Nunn, R; Lowrie, A. J; Sivertsen, R; Gibson, R; Bourke, G; Chiang, C; Cantley, R; Williams, D et al. (2014). In memory of Phillip James Mann (1951-2014). Carnivorous Plant Newsletter. p. 112-124.
- Rybka, V (2002). Portréty rostlin - Nepenthes sibuyanesis (Nerz) (en checo). Trifid. p. 44-46.
- Valino, K. N. The First Guiting-guiting Expedition (PDF).